# Заболотный, Григорий Михайлович
Григорий Михайлович Заболотный (укр. Григорій Михайлович Заболотний; род. 6 января 1952, село Кидрасовка, Бершадский район, Винницкая область, УССР, СССР) — украинский политик, Народный депутат Украины VII-VIII созывов.

## Образование
В 1959 году пошел в первый класс Кидрасовской восьмилетней школы, которую окончил в 1967 году. В 1968 году поступил в Верховский сельскохозяйственный техникум. После окончания работал агрономом колхоза им. Чкалова Теплицкого района Винницкой области. С 1976 по 1981 годы проходил обучение в Уманском сельскохозяйственном институте, получив специальность учёного агронома.
Кандидат сельскохозяйственных наук (с 1999). Кандидатская диссертация «Совершенствование элементов технологии выращивания сои в южном лесостепи Украины и повышения эффективности использования продуктов её переработки». Профессор кафедры селекции и семеноводства сельскохозяйственных культур Винницкого государственного аграрного университета (с 2005).
Автор более 50 научных трудов, среди которых монографии, учебные пособия и патенты. Владеет немецким языком.

## Карьера
С 1972 по 1974 годы проходил срочную военную службу. С 1975 по 1976 годы работал агрономом по защите растений колхоза «Путь к коммунизму» Бершадского района Винницкой области, потом пять лет — главным агрономом этого же хозяйства. С 1982 по 1986 годы — главный агроном, заместитель начальника управления сельского хозяйства Бершадского райисполкома. С 1986 по 1992 годы работал заместителем, первым заместителем, председателем Бершадского РАПО. В апреле 1992 года назначен представителем Президента Украины в Бершадском районе. В июне 1994 года избран председателем Бершадского районного совета народных депутатов, а в июле 1995 года назначен председателем Бершадской районной государственной администрации. С июня 1998 по декабрь 1999 годы — заместитель председателя по вопросам агропромышленного комплекса, земельных ресурсов, охраны окружающей среды, с декабрь 1999 по июнь 2004 годы — первый заместитель председателя Винницкой областной государственной администрации.
С июня 2004 по июнь 2005 года — первый проректор по научной работе и производства Винницкого государственного аграрного университета. С июня 2005 по апрель 2006 года — первый заместитель председателя Винницкой облгосадминистрации.
С апреля 2006 по ноябрь 2010 года — председатель Винницкого областного совета.
С сентября 2011 года проректор по инновационному развитию и международной деятельности Винницкого национального аграрного университета.
На парламентских выборах 2012-го года был избран народным депутатом Украины по одномандатному мажоритарному избирательному округу № 17. Самовыдвиженец, внефракционный. По результатам голосования одержал победу набрав 46,73 % голосов избирателей. В Верховной Раде стал членом Комитета по вопросам бюджета.
На досрочных парламентских выборах 2014 года стал депутатом VIII созыва от партии Блок Петра Порошенко под №27 в избирательном списке. Заместитель главы Комитета по вопросам аграрной политики и земельных отношений.
25 декабря 2018 года включён в список украинских физических лиц, против которых российским правительством введены санкции.

## Семья
Украинец.
Отец Михаил Иванович (1923) и мать Мария Кифоривна (1925), умерли.
Жена Наталья Михайловна (1953) — домохозяйка.
Сын Олег (1975) — директор Винницкого филиала Национальной Академии государственной налоговой службы Украины.
Дочь Оксана (1980) — ассистент кафедры аграрного менеджмента Винницкого государственного аграрного университета.

## Награды
- Почётное звание «Заслуженный работник сельского хозяйства Украины» (ноябрь 2000)[3].
- Почётная грамота Верховной Рады Украины.
- Почётная грамота Кабинета Министров Украины (март 2002).
- Отличие МВД Украины «За содействие органам внутренних дел Украины».
- Орден «За заслуги» III степени (январь 2007)[4].
- Юбилейная медаль «25 лет независимости Украины»[5]